# Беккерих
Беккерих (люкс. Biekerech, фр. Beckerich) — коммуна в Люксембурге, располагается в округе Дикирх. Коммуна Беккерих является частью кантона Реданж. В коммуне находится одноимённый населённый пункт.
Население составляет 2172 человек (на 2008 год), в коммуне располагаются 714 домашних хозяйств. Занимает площадь 28,41 км² (по занимаемой площади 22 место из 116 коммун). Наивысшая точка коммуны над уровнем моря составляет 400 м. (58 место из 116 коммун), наименьшая 265 м. (75 место из 116 коммун).

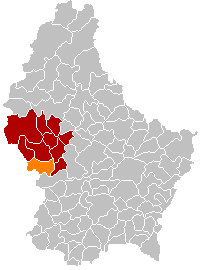
Оранжевый цвет — коммуна Беккерих, красный — кантон Реданж.